# Тарло, Ядвига
Ядвига Тарло-Мнишек (пол. Jadwiga Tarło-Mniszech, между 1560 и 1570 — 1629), герб — Топор — дочь королевского секретаря Миколая Тарло и Ядвиги Стадницкой. Принадлежала к знатному польскому дворянскому роду Тарло, восходящему к началу XV века. С 1582(?) по 1613 год жена Ежи Мнишека — сандомирского воеводы, старосты львовского, самборского, сокальского, санокского, каштеляна радомского.
Её отец в качестве приданого подарил Ежи Мнишеку Бонковице, Мурованое, крупные земельные наделы с городами Хыров и Самбор, крупными селами Дембовицы и Поток на Подкарпатье.
Ядвига принимала активное участие в событиях Смуты и особенно в судьбе своей дочери, коронованой московской царицы Марины Мнишек. Связь Марины с кланом Тарло всячески подчеркивалась, так на коронационной картине из Вишевецкого замка по латыни написано «Коронация Марианны Мнишковны, Георгия воеводы сандомирского с Тарловной урожденной дочери…» После гибели Лжедмитрия I она принимала у себя в Самборском замке в 1606 году Михаила Молчанова, где он встретил Ивана Болотникова. Также она отправила своих сыновей Николая и Зигмунта в Рим, где они получили аудиенцию у папы Павла V и убеждали его в том, что миссия чудесно спасшегося царя Дмитрия Ивановича и Марины Мнишек в Московском государстве продолжается.

## Семья и потомки
Известно, что в браке со знатным государственным деятелем Речи Посполитой Ежи Мнишеком имела девятерых детей:
- Марина Мнишек (1588—1614), коронованная как московская царица, жена самозванцев Лжедмитрия I и Лжедмитрия II;
- Урсула Мнишек (ум. 1622), с 1603 года — жена воеводы белзского и русского, князя Константина Константиновича Вишневецкого (1564—1641), участника московского похода 1604—05 годов;
- Ефросинья Мнишек, жена некоего Ермолая Иордана;
- Анна Мнишек, жена каштеляна войницкого Петра Шишковского;
- Станислав Бонифаций Мнишек (1580—1644), староста саноцкий, львовский, самборский, глинянский;
- Миколай Мнишек (1587—1613), староста лукувский;
- Стефан Ян Мнишек (ум. в 1602), староста саноцкий;
- Франтишек Бернард Мнишек (1590—1661), каштелян сондецкий, староста саноцкий и щирецкий;
- Зигмунт Мнишек (ум. ок. 1613).